# Skallingen og Langli
Skallingen og Langli este o arie protejată (arie de protecție specială avifaunistică — SPA) din Danemarca întinsă pe o suprafață de 2.367 ha, integral pe uscat.

## Localizare
Centrul sitului Skallingen og Langli este situat la coordonatele 55°30′41″N 8°15′15″E / 55.511389°N 8.254167°E.

## Înființare
Situl Skallingen og Langli a fost declarat arie de protecție specială avifaunistică în mai 1983 pentru a proteja 20 de specii de animale.

## Biodiversitate
Situată în ecoregiunea atlantică, aria protejată nu include niciun habitat protejat.
La baza desemnării sitului se află mai multe specii protejate de  păsări (20): rață fluierătoare (Anas penelope), ciuf de câmp (Asio flammeus), Branta bernicla bernicla, fugaci de țărm (Calidris alpina), erete de stuf (Circus aeruginosus), erete vânăt (Circus cyaneus), șoim de iarnă (Falco columbarius), șoim călător (Falco peregrinus), pescăriță râzătoare (Gelochelidon nilotica), scoicar (Haematopus ostralegus), codalb (Haliaeetus albicilla), pescăruș-cu-cap-negru (Larus melanocephalus), bătăuș (Philomachus pugnax), lopătar (Platalea leucorodia), ploier auriu (Pluvialis apricaria), ciocântors (Recurvirostra avosetta), chiră mică (Sterna albifrons), chiră de baltă (Sterna hirundo), Sterna paradisaea, chiră de mare (Sterna sandvicensis).